# Mesoscincus
Genre
Mesoscincus est un genre de sauriens de la famille des Scincidae.

## Répartition
Les espèces de ce genre se rencontrent en Amérique centrale et dans le sud du Mexique.

## Liste des espèces
Selon The Reptile Database (26 octobre 2012) :
- Mesoscincus altamirani (Dugès, 1891)
- Mesoscincus managuae (Dunn, 1933)
- Mesoscincus schwartzei (Fischer, 1884)

## Publication originale
- Griffith, Ngo & Murphy, 2000 : A cladistic evaluation of the cosmopolitan genus Eumeces Wiegmann (Reptilia, Squamata, Scincidae). Russian Journal of Herpetology, vol. 7, no 1, p. 1-16 (texte intégral).